# Slohový postup
Slohový (stylový) postup lze definovat jako obecný abstraktní model zpracování tématu, výstavby textu. Jinými slovy jde o „způsob pojetí tématu jako celku i jeho jednotlivých složek“.

## Obecná charakteristika
Slohový postup je součástí kompozice (jde o tzv. makrokompozici) jazykového projevu a je primárním, základním rozhodnutím autora jazykového projevu o principu uspořádání tematických a jazykových složek. „Jde v podstatě o to, jaký způsob autor vybere pro ztvárnění obsahu svého projevu“. Autor však při volbě slohového postupu přihlíží k objektivním (mimopersonálním) stylotvorným faktorům, zejména k cíli projevu a záměru autora, ale i tématu samotnému. Způsoby ztvárnění obsahu se však v konkrétních projevech kombinují a modifikují, slohový postup je pouze „model myšlienkovej stavby textu“.

Slančová chápe slohový postup jako textovou makrostrategii, tedy jako strategii (plánování) výstavby textu, která se týká nejvyšší, nejzákladnější, určující (makro)- textové úrovně a pomocí níž má autor co nejefektivněji dosáhnout svého komunikačního záměru. Vychází přitom ze spojení kognitivních a pragmatických složek. Jde v podstatě
o mentální proces, jenž je řízen určitým způsobem chápání reality (autor projevu si uvědomuje své téma a jeho náplň – chce to nějak pojmout) a jenž je směřován k pragmatickému cíli komunikace (svým projevem sleduje nějaký záměr – chce informovat, vysvětlit, přesvědčit…). Pragmatický cíl rozhoduje o výběru strategie. 

Výsledkem uplatnění slohového postupu je slohový útvar. Někteří stylistikové chápou slohový útvar jako konkrétní jazykový projev nebo komunikát, jiní považují slohový útvar podobně jako slohový postup za model textové výstavby, a teprve na jeho základě se tvoří konkrétní projevy. Jedličkova stylistika tvrdí, že „jazykový projev může být tvořen jedním nebo několika útvary“. 

## Dělení slohových postupů
Obecně lze říci, že slohové postupy se „odlišují především usměrněním volby lexikálních prostředků s různou jejich frekvencí (substantiv a sloves, adjektiv, konkrét a abstrakt, slov hodnotících) i volbou druhů a typů vět a způsobem jejich řazení do nadvětných souvislostí".

Podle slovenských stylistik lze slohové postupy alespoň částečně charakterizovat a diferencovat na základě pěti dvojic opozitních vlastností. Každý slohový postup je charakteristický ne/přítomností jedné vlastnosti z každé dvojice. Tyto vlastnosti jsou však pouze ty nejtypičtější pro slohové postupy a nepodávají jejich úplnou charakteristiku. Navíc „tá istá vlastnosť, ktorá je príznačná pre dva slohové postupy, sa pri nich neuplatňuje rovnako“.
Jedná se o dvojice vlastností: 

1. koheznost (soudržnost) / nekoheznost,
2. explikativnost (výkladovost) / enumerativnost (vypočítávanost),
3. komutabilnost (zaměnitelnost) / sukcesivnost (následnost),
4. aktualizovanost / gnómičnost (nadčasovost, všeobecnost),
5. subjektivnost / objektivnost.

Níže uvádíme přepis Mistríkovy tabulky znázorňující ne/přítomnost jednotlivých vlastností u konkrétních slohových postupů a uvádějící i Mistríkův dialogický slohový postup (značka + znamená relevantní přítomnost vlastnosti, naopak znaménko – znamená irelevantní přítomnost vlastnosti). Tabulka ukazuje, že na základě tohoto přístupu k charakteristice vznikají dvojice slohových postupů s víceméně stejnými vlastnostmi (informační – popisný, vyprávěcí – dialogický, vyprávěcí – výkladový). Z toho Mistrík usuzuje na podobnou „architektoniku“ dvojic slohových postupů. 

| Slohový postup  |         | Informační | Vyprávěcí | Popisný | Výkladový | Dialogický |
| Koheznost       | textu   | -          | +         | -       | +         | -          |
| Nekoheznost     | textu   | +          | -         | +       | -         | +          |
| Explikativnost  | v textu | -          | +         | -       | +         | +          |
| Enumerativnost  | v textu | +          | -         | +       | -         | -          |
| Komutabilnost   | v textu | +          | -         | +       | -         | -          |
| Sukcesivnost    | v textu | -          | +         | -       | +         | +          |
| Aktualizovanost | textu   | +          | +         | -       | -         | +          |
| Gnómičnost      | textu   | -          | -         | +       | +         | -          |
| Subjektivnost   | textu   | -          | +         | +       | -         | +          |
| Objektivnost    | textu   | +          | -         | -       | +         | -          |

V české a slovenské stylistice se běžně vydělují tyto slohové postupy: informační, popisný, výkladový a vyprávěcí. Ty tvoří jakési jádro, na kterém se stylistikové shodují, ale někteří uvádějí i více slohových postupů, popř. různé odchylky. Např. Mistrík doplňuje zmíněné slohové postupy o postup dialogický, Hubáček zase uvádí slohový postup řečnický, Horecký prosazuje postup přesvědčovací (ovlivňovací, argumentační), Světlá (2002) považuje za samostatný postup návod jako útvar – slohový postup návodový. Některé příručky; uvádí zvlášť slohový postup úvahový, který je někdy chápán jako slohový postup v rámci postupu výkladového, jakási jeho varianta. Jedlička a kol. vydělují jako hlavní postupy tři (popisný, výkladový a vyprávěcí) a o informačním říkají, že „ostatní postupy svým způsobem překrývá“. Bečka nazývá postup výkladový pojednávacím.

### Slohový postup informační
Slohový postup informační (nebo také prostě sdělovací či oznamovací) je považován za základní a kompozičně nejjednodušší, jelikož se jím pouze konstatují (objektivní, aktuální) fakta, existence jevu, předávají se jím základní informace bez vyjádření vztahů mezi nimi, bez zvláštního vysvětlování, zdůvodňování. Může podávat údaje jednotlivě, pomocí výčtu, enumerace, a to v libovolném pořadí (komutabilnost), proto jsou častější jmenné výrazy, chybějí výrazy zajišťující kohezi textu (enumerace je často asyndetická), výrazy rozvíjející syntax. „Pri informácii sa nesleduje nadväznosť, plynulosť ani kontinuita faktov, lebo každý z nich má význam sám osebe bez zreteľa na stavbu textu, v ktorom ho použijeme“ Podle Mistríka enumerace s nekohezností souvisí, obě vyplývají z kontextové nezakotvenosti; enumerace je navíc ukazatelem bohatosti a pestrosti lexika postupu a ta je zase ukazatelem přítomnosti informačního slohového postupu ve slohovém útvaru. Mohli bychom však do vztahu uvést i nekoheznost a komutabilnost, jelikož právě absencí kohezních prvků a pravidel návaznosti je záměna jednotlivých částí věty (někdy i celých vět) možná. Někdy je však pořadí závazné, a to „obyčajne z dôvodov konvenčních alebo z dôvodov určených logickými vzťahmi existujúcími medzi členmi enumeračného radu“. Aktualizovanost tu znamená novost informací a objektivnost spočívá v konkrétních a přesných údajích.

Informační slohový postup se uplatňuje hlavně ve stylu administrativním (zákony, předpisy, úřední dopisy, protokoly, přihlášky, hlášení …), publicistickém (inzerát, zprávy v tisku, televizi…) a prostěsdělovacím (krátká sdělení, běžný rozhovor, osobní dopis, pozvánka, inzerát…). Mistrík uvádí i slovníky a encyklopedie.

### Slohový postup popisný
Slohový postup popisný podává řadu charakteristických rysů, vlastností určitého jevu, děje. Opět tu důležitou roli hraje enumerace, a to buď podle nějakého systému umožňujícího jednodušeji si vytvořit představu o popisovaném (popis směřující od důležitého k méně důležitému, od celku k částem, od povrchu k hloubkové struktuře, popis dějů podle pořadí jejich průběhu v čase …), nebo libovolně. Podle Encyklopedického slovníku češtiny je systémovost (vedle dalších rysů, např. objektivnosti, terminologičnosti …) charakteristická spíše pro projevy odborného stylu, kde existují určitá závazná pravidla pro vyjadřování. Slančová však připomíná, že „vlastnosti sú často interpretované zo zorného uhla produktora, preto aj ich poradie zvyčajne sleduje komunikačnú stratégiu produktora, ktorý jednotlivé informacie hierarchizuje […], znamená to teda, že nie sú vždy pevne zviazané logikou, vyplývajúcou z podstaty zachytávanej skutočnosti“.

Slohový postup popisný je podle Mistríkovy tabulky podobný postupu informačnímu, resp. sdílejí tři stejné vlastnosti (nekoheznost, enumerativnost, komutabilnost). Tyto vlastnosti se však nemusejí u obou postupů projevovat stejně; např. oba postupy sdílejí nekoheznost, „ibaže inkohéznosť v informačnom s. p. ide až do vnútra vetnej konštrukcie, kým inkohéznosť opisného s. p. sa týka hl. tematických komponentov textu“. Jinde autor uvádí, že: „ide o inkohéznost v kontexte, nie v súvetí“. Slohový postup popisný se realizuje na celku větším než jedna věta a tento celek může fungovat v rámci kontextu samostatně. Enumerace je tady více prostupována spojkami, kdežto „v informačnom postupe je prevažne asyndetická, navonok akoby mechanická, hranice pripájaných členov sú ostré“. Komponenty enumerace tvoří také větší celky, než je tomu u informace, a také je enumerace systémovější, logičtější, a tudíž je i komutabilnost omezenější. Gnómičnost popisu znamená nadčasovou platnost vyjádření, gramaticky je ale nejčastěji užíván prézens. Subjektivnost popisu spočívá v autorově subjektivním vnímání a prožívání reality, každý pro popis použije jiný přívlastek (jeden z nejtypičtějších výrazů popisného postupu) vyhovující jeho vnímání. Mistrík ale poukazuje na skutečnost, že „opis sa často chápe nesprávne, ako keby jeho podstata spočívala vo výbere a používání ozdobných slov, zvláštnych výrazov, epitet. V opisnom slohovom postupe však ide primárne o zachytenie vlastností vôbec. Iba zhodou okolností sa v takomto štylizačnom procese stretajú dve veci: opisovanie vlastností a používanie zvláštnych slov“.

Charakteristika popisného slohového postupu a rozdíl mezi ním a postupem informačním by se daly shrnout Mistríkovým výstižným konstatováním: „Opis je kresba vlastností, informácia je výpočet faktov“. 

Slohový postup popisný se uplatňuje ve všech stylech, a proto má mnoho modifikací. Podle Hubáčka se nejčastěji uplatňuje ve stylu uměleckém a odborném.

### Slohový postup vyprávěcí
Slohový postup vyprávěcí podává dynamickým způsobem průběh nějakého jedinečného (reálného nebo fiktivního) děje. Oproti předchozím slohovým postupům je postup vyprávěcí postaven hlavně na slovesech (a dalších výrazech vyjadřujících dynamičnost), která projev dynamizují a situují na časové ose. Oproti předchozím postupům je také kohezní(a koherentní), což je zajištěno množstvím konektorů, ale také částečně i dějem samým, který je rozvíjen v časové posloupnosti nebo příčinnou souvislostí. Děj také zajišťuje sukcesivnost postupu. Mistrík rozlišuje sukcesivnost objektivní, danou gramatickým časem(a také časovými spojkami a příslovci), a subjektivní, danou vypravěčem. S kohezností a sukcesivností souvisí také explikativnost. Mistrík o ní říká, že je ji zde třeba chápat jako prvek potlačující enumerativnost, jelikož vyprávění se nerozvíjí pouze sledem sloves, ale také jejich rozvíjením pomocí dalších výrazů, věty jsou rozvitější. Findra navíc tvrdí, že jednotlivé motivy nejsou v ději rozprostřeny jen chronologicky, ale i příčinně. Aktualizovanost, další vlastnost vyprávěcího postupu, spočívá v zařazení děje na časovou osu vlivem gramatického času sloves, ale i „slovesným vidom, modálnosťou alebo obmedzovaním trvania v prítomnosti pomocou slov typu už, ešte, len, znova, denne, dnes, práve, teraz atď.“ Subjektivnost je jasně daná autorem projevu, protože ten rozhoduje o způsobu podání a volbě prostředků. 
 Vyprávěcí slohový postup se uplatňuje hlavně ve stylu uměleckém (umělecké vyprávění), kde je kombinován s jinými slohovými postupy, případně ve stylu prostěsdělném (běžné vyprávění příhod, zážitků), méně v publicistickém (součást reportáže, fejetonu…).
„Ve věcných stylech se tento postup užívá jen málo, častěji je suplován popisem děje“.

### Slohový postup výkladový
Slohový postup výkladový (explikativní) výstižně charakterizuje Slančová: „Výkladový slohový postup je kompozičný princíp uplatňujúcí sa pri zachytení vnútorných vzťahov medzi faktmi, a to najmä vtedy, keď je hlavné komunikačné úsilie zamerané na objektívne zachytenie vnútornej logiky nadčasovo chápanej komunikovanej skutočnosti“. Její definice explicitně nebo implicitně vyjadřuje všechny vlastnosti výkladového slohového postupu: tímto postupem chceme zachytit vztahy, nějakou návaznost, musí tedy být kohezní (a koherentní); pokud je postup kohezní, je tedy spíše explikativní než enumerativní,
a koheznost a explikativnost vylučují komutabilnost, postup je tedy dále sukcesivní; objektivnost a gnómičnost jsou zmíněny přímo. Ze všech slohových postupů je nejkoheznější, vlastně musí být, jelikož se jím snažíme vyjádřit složité vnitřní vztahy, rozvíjet složité myšlenkové pochody, což se neobejde bez množství různých kohezních prvků (spojky, předložky – typicky hypotaktické a sekundární, deiktická slova, záměrné opakování slov, zvláště pak termínů, řadové číslovky hierarchizující obsah…) a složitější syntaxe. 

Rozvíjení syntaxe, množství spojovacích prvků, terminologie – to vše přispívá k intelektualizaci jazyka. Mistrík připomíná, že na složitost výkladového postupu lze usuzovat už z grafiky textu: „bohato sa využívajú interpunkčné znamienka na členenie textu v priestore […] zátvorky, pomlčky, bodkočiarky, dvojbodky, úvodzovky atď. Pracuje sa s príkladmi uvedenými obyčajne iným typom písma“. Přítomnost explikativnosti ve výkladovém postupu je jasná – úkolem výkladu je explikovat, vyložit, vysvětlit. Podle Mistríka na explikativnost ukazují jevy jako časté opakování výrazu pro jev, kterého se výklad týká (jev je totiž zkoumán z mnoha úhlů pohledu), opakování pomocných slov (je jich málo), složitější věty a s tím spojené častější užívání předložkových pádů. Charakteristická je pro výkladový postup i sukcesivnost, která je svázaná s kohezností
a explikativností, „zabezpečuje ju logicko-příčinná postupnosť obsahovo-tematických segmentov, motívov, ktorá sa môže posilňovať aj ich chronologickou následnosťou“. Gnómičnost výkladu spočívá v nadčasové platnosti vykládaných faktů. Objektivnost se projevuje předkládáním ověřitelných faktů, argumentací, užíváním terminologie a vůbec přesností vyjádření. 

Výkladový slohový postup je stěžejní pro odborný styl, výklad jako útvar (což platí obecně pro útvary odborného stylu) je z kvantitativního hlediska dnes velmi progresivní. Postup se více a více mísí s jinými postupy s klesající odborností výkladu (např. popularizační texty). Využívá se i v publicistickém stylu. Útvary využívajícími výkladový slohový postup jsou např. přednáška, odborné referáty, diskuze, články, monografie či učebnice. 

### Slohový postup úvahový
Slohový postup úvahový se někdy vyděluje z postupu výkladového, někdy stojí samostatně. Mistrík nepovažuje úvahovou strukturu za rozdílnou od výkladového postupu. Rozdíl mezi nimi je však v autorově subjektivnějším pojetí vykládaného tématu, „v předkládání (prezentaci) autorových osobních názorů, zamyšlení, hodnocení, postojů k jevům skutečnosti a především argumentů […], a to se odráží i ve volbě jazykových prostředků, často hodnotících a expresivních“. Úvahový postup se uplatňuje v odborném stylu (zvláště v humanitních vědách), specificky v uměleckém a prostěsdělném stylu. Hlavními útvary jsou úvaha a esej.

### Slohový postup dialogický
Slohový postup dialogický je vydělován pouze v Mistríkově pojetí. Ostatní slohové postupy jsou monologické, protože jsou tvořeny jen jedním autorem. „Dialogický s. p. utvárajú najmenej dvaja autori, kt. sice hovoria oproti sebe ako samostatní účastníci textu, no architektonika textu v podstate pôsobí jako skĺbený, jednotný a homogénny celok“. Vlastnosti dialogického postupu jsou nekoheznost, explikativnost, sukcesivnost, aktualizovanost, subjektivnost. Mistrík nekoheznost zdůvodňuje účastí více autorů, dialog chápe jako souvislý (návaznost, postupnost kroků), ale ne jako ucelený (sledování jednoho záměru). Přesto tvrdí, že dialog musí obsahovat konektory (mezi nimi i pro dialog specifické kontaktové konektory). Nesledování jednoho záměru či stavění proti sobě do značné míry opozitní repliky charakterizují subjektivnost dialogického postupu. O explikativnosti Mistrík říká: „Explikatívnosť dialogického s. p. je daná tým, že dialóg by sa prakticky nemohol vyvíjať, keby repliky boli nezrozumiteľné. Dialóg sa realizuje s cieľom objasniť to, čo je zainteresovaným účastníkom rozhovoru nejasné“. Sukcesivnost je důležitá pro srozumitelnost a je charakterizována nemožností zaměnitelnosti replik. 

Dialogický postup má mnoho podob v závislosti na stylu komunikace. Slančová se domnívá, že „diferenciácia dialogický – monologický typ textu je diferenciáciou z inej roviny, z iného uhla pohľadu než uvedené členenie makroštruktúr. Dialogicky alebo monologicky sa môžu realizovať všetky štyri základné slohové postupy“. Argumentuje dále např. tím, že každý účastník si může pro komunikaci zvolit svůj vlastní slohový postup. 

Pokud něco takového jako slohový postup dialogický existuje, je trochu problémové ho na základě Mistríkových dvojic vlastností vymezit. Jednotlivé vlastnosti, které Mistrík u dialogického postupu uvádí, se mohou vzájemně vylučovat, např. inkoheznost
a explikativnost. Findra tvrdí, že „jednoznačne platí, že text, ktorý je enumerativný, zákonite je aj inkohézny a komutabilný, zatiaľ čo text, ktorý je explikatívny, je kohézny a sukcesívny“.

### Slohový postup řečnický
Slohový postup řečnický zvlášť vyděluje Hubáček. Přestože „využívá zejména slohového postupu výkladového a úvahového, jako samostatný se vyděluje na základě specifického způsobu volby a využití jazykových prostředků v oficiálních veřejných mluvených projevech s prvky persvaze […], disponuje tzv. řečnickými figurami, které pomáhají zvyšovat názornost, sugestivnost, případně i dramatičnost“. Jako útvary Hubáček vyděluje proslov, projev, různé typy řečí (slavnostní, politickou a další), náboženské kázání, využívá se také při přednáškách, diskuzích, polemice atd.

### Slohový postup argumentační
Horecký vyděluje slohový postup přesvědčovací na základě mínění, že vedle informování, popisování, vypravování a vykládání existuje i přesvědčování jako postup. Za významný jej považuje zejména v publicistice a rétorice, jejichž cílem je si adresáta získat, ovlivnit ho, k čemuž jim ale podle Horeckého čtyři tradiční postupy nestačí. Argumentuje např. psychologickým poznatkem, že přesvědčování, persvaze je nejúčinnější metodou ovlivňování a že „argumentovanie nie je iba dokazovanie, ale aj presviedčanie o pravdivosti tézy a o účelnosti jej prijatia adresátom“ (Horecký 1988, 68). Jako útvar by pak vznikl argumentační text. 

Podle Čmejrkové se však „v tradici české stylistiky […] mnohem více pozornosti věnuje postupům výkladovým a úvahovým, zatímco argumentační postupy – na rozdíl od prostředí anglosaského – jsou neprávem zanedbávány“.

### Slohový postup návodový
O slohovém postupu návodovém uvažuje Jindra Světlá v článku „Návod jako slohový postup a typ textu“ (2002). Ještě před ní návod mezi slohové postupy zařazoval např. Josef FilipecTen považuje slohový postup výkladový za základ pro postup úvahový a návodový, přičemž v praxi se tyto dva postupy různě mísí právě s postupem výkladovým (nebo jinými). Výkladový a návodový postup chápe jako podobné z hlediska jejich záměru, což je aplikovatelnost jejich výkladu. Návod je však navíc typický imperativním tónem a zaměřením k naučnosti. Filipec doslova píše: „S tímto postupem se setkáváme hlavně v učebnicích, zakládajících se na zásadě: To musíš vědět, abys mohl zdárně jednat, abys mohl zdárně vyřešit daný úkol ap.“ Podrobněji postup návodový charakterizuje Jindra Světlá: „Slohový postup návodový je založen na vystižení řady jednotlivých úkonů, jimiž má autor příjemce textu instruovat, jak má něco (u)dělat, aby dosáhl předem známého a očekávaného cíle. Aplikace návodu má vést např. k vytvoření nového výrobku podle vzoru, k dokončení polotovaru, k sestavení celku z částí apod. nebo k získání určité dovednosti, umožní používání hotového výrobku apod. […] Instrukce mají adresáta přimět k činnosti“. Postup návodový ale podle Světlé může být doplňován i o prvky popisné a informační a může též přecházet ve výklad s rostoucí odborností. Vlastností textu má být srozumitelnost, explicitnost, kompletnost a souvislost (časová a logická návaznost). V Mistríkových termínem by tedy šlo o text kohezní, sukcesivní a spíše explikativní, i když jde v podstatě o enumeraci dílčích činností. Instrukce musejí být spojeny „záměrem autora, cílem textu, jedním tématem a progresivní časovou perspektivou“. 

Útvar návodového postupu je návod a jeho různé druhy. Návod se však převážně považuje za slohový útvar (jako dynamizovaný popis pracovního postupu) slohového postupu popisného. 

## Modifikace slohových postupů
Už bylo zmíněno, že slohové postupy jsou obecnými modely, „rámcovými modely textové výstavby“. V konkrétních situacích a konkrétních jazykových útvarech na sebe různě navazují nebo dochází k jejich modifikaci. Slohové útvary jen zřídka bývají založeny na jediném slohovém postupu. Podle Jedličky a kol. ke kombinování postupů dochází z mimojazykových, věcných důvodů, jako jsou úplnost a názornost sdělení, a to zvláště v útvarech uměleckého stylu z důvodu odstranění monotónnosti a navození pestrosti a poutavosti. K modifikacím obecných slohových postupů pak podle Krčmové (2008, 109) dochází vlivem stylu textu. Snad nejsložitější je situace v literárním díle (bez ohledu na fiktivní povahu zobrazované reality), které díky své velikosti může kombinovat snad všechny slohové postupy – vyprávěcí k zachycení dějových složek, popisný ke konkretizaci místa, času a postav, výkladový k vysvětlení jednání postav, úvahový k zachycení např. uvažování postav, informační pak v dialozích. 

Informační slohový postup vytváří krátké útvary a modifikuje se v nejmenší míře. Krčmová rozlišuje postup nekontextový (běžná a veřejná komunikace, např. SMS, plakátová informace) a kontextový (hlavně v publicistice, např. informace v rámci publicistické zprávy), tedy způsob podání informace mimo celou situaci, nebo uvnitř ní.

Nejčastěji modifikovaným slohovým postupem je postup popisný, jelikož se uplatňuje ve všech stylech. Podle stylu bychom mohli popis dále dělit na prostý, odborný, umělecký. Tyto popisy mají své další modifikace. Popis prostý je užíván v běžné komunikaci a kompozičně je volnější, znaky nějakého jevu se uvádějí výběrově, především s ohledem na diferenciaci popisovaného jevu od jiných jevů. Jedlička uvádí následující příklad: „Popisujeme-li např. v běžném hovoru určitého psa, neuvádíme, že má trup, hlavu, nohy, ocas […], nýbrž uvedeme jeho rasu a výrazné znaky, jimiž se liší od ostatních psů této rasy“ 

Ve věcných stylech (odborném, administrativním, publicistickém) popis směřuje k objektivnosti, úplnosti, přesnosti, systematičnosti. Obecně by se dalo říct, že tu jde o popis odborný, jeho odbornost je však různá v závislosti především na záměru autora a úrovni odbornosti příjemce. V uměleckém stylu je popis nejsubjektivnější, snaží se totiž vyvolat nějaký dojem, a to prostřednictvím metafor, přívlastků atd. Sem patří zejména líčení. 

Zvláštním typem popisu je charakteristika, která se může uplatnit ve všech stylech komunikace, je totiž „výstižným popisem základních distinktivních rysů objektu“ 

Jiné dělení popisného postupu rozlišuje mezi statickým a dynamickým. Statický popis podává znaky objektu s omezením dějovosti, „najmä neživých vecí, ktoré „stoja“ v priestore a čase“ Uplatňuje se hlavně ve stylu administrativním a odborném. Dynamický popis spočívá buď v uvedení znaků statického jevu v nějakém procesu (jde spíše o dynamizaci), nebo jde přímo o popis děje, přičemž se od vyprávění liší tím, že je „záznamem pravidelně se opakující nebo opakované činnosti“.Takové jsou např. popisy pracovního postupu, návod, popis činnosti. 

Vyprávěcí slohový postup se modifikuje do běžného vyprávění a uměleckého vyprávění. Rozdíl mezi nimi je především v propracovanosti kompozice, běžné vyprávění bývá spontánnější, zatímco umělecké je poetičtější. 

Modifikace výkladového postupu spočívá buď v záměru autora (a v jeho cílovém příjemci), pak se výklad dělí na vědecký, odborný a popularizující, nebo ve „volbě logického postupu, jímž se výstavba výkladu řídí“ – v tom případě se výklad dělí na deduktivní a induktivní. Deduktivní postup vychází z obecného a směřuje ke specifikaci, vysvětlení (např. hesla ve slovnících). Induktivní postup se snaží vyvodit obecnější závěry z konkrétnějších faktů. Podle ESČ se na modifikaci postupu také podílí vědní oblast. 

Postup úvahový je typičtější pro odbornou komunikaci, jelikož je složitější na vnímání. Přestože je úvaha charakterizována jako subjektivnější, v odborném projevu směřuje spíše k objektivnosti, „zvažuje argumenty svědčící pro jednotlivá možná řešení problému a dochází na základě analýzy argumentů k objektivně platným závěrům“. Umělecká úvaha je subjektivnější a nemusí v ní docházet k řešení.